# Jurilovca (gmina)
Jurilovca – gmina w Rumunii, w okręgu Tulcza. Obejmuje miejscowości Jurilovca, Sălcioara i Vișina. W 2011 roku liczyła 3935 mieszkańców. 